# PLZ-05
PLZ-05 — китайская самоходная артиллерийская установка (САУ) класса самоходных гаубиц, разработанная и производимая китайской компанией Norinco. В некоторых источниках называется Тип 05.
Проектирование PLZ-05 началось в середине 1990-х годов, а в 2003 году был создан первый прототип.
PLZ-05 является дальнейшим развитием САУ PLZ-45, которая была принята на вооружение НОАК в 1990-х годах и поставлялась на экспорт.
PLZ-05 имеет экипаж из пяти человек и оснащена полуавтоматом заряжания. На модификации PLZ-04 экипаж сокращён до четырёх человек.

## Описание конструкции
Башня САУ сварена из катаных броневых листов. На лобовой части башни установлены два четырёхствольных блока дымовых гранатомётов для создания дымовых завес. В кормовой части корпуса предусмотрен люк для экипажа, который может быть использован для пополнения боезапаса, во время подачи боеприпасов с грунта в систему заряжания.
PLZ-05 оснащена автоматической системой заряжания орудия, разработанной на основе российской САУ «Мста-С». Скорострельность составляет 8-10 выстр./мин. для PLZ-05 и PLZ-05A, очередь из 4-х выстрелов за 15 секунд для PLZ-05. Орудие гаубицы имеет калибр 155-мм, длину ствола 54 калибров для PLZ-04 и 52 калибров для PLZ-05 и PLZ-05A. Боекомплект орудия расположен в башне. Он состоит из 30 выстрелов калибра 155-мм и 500 патронов для 12,7-мм пулемёта.
Дальность выстрела 39 км. (боеприпасом ERFB-BB), 53 км. (боеприпасом ERFB-BB-RA), 100 км. (боеприпасом WS-35). Дальность стрельбы управляемыми артиллерийскими снарядами с лазерными наведением (копия российского «Краснополя») — 20 км.

## Модификации
- PLZ-05 — экипаж составляет 5 человек, длина ствола составляет 52 калибра
- PLZ-04 — длина ствола увеличена до 54 калибров[15]
- PLZ-04/04 — экипаж сокращен до 4 человек

## На вооружении
- Китай: 320 PLZ-05, по состоянию на 2024 год[16].